# Elzensmalsnuit
De elzensmalsnuit (Kleidocerys privignus) of  is een wants uit de familie bodemwantsen (Lygaeidae) en is voor het eerst wetenschappelijk beschreven door Géza Horváth in 1894.

## Uiterlijk
De wantsen uit het genus Kleidocerys hebben, voor een groot gedeelte, doorzichtige voorvleugels. Het lichaam is grotendeels bruin met variabele donkere accenten. Van de antennes is het laatste segment zwart gekleurd. De volwassen wants is altijd langvleugelig en kan 4,5 tot 6 mm lang worden. 
De in Nederland voorkomende Kleidocerys-soorten lijken sterk op elkaar en de taxonomische status staat volgens sommige auteurs ter discussie. De wants lijkt op de berkensmalsnuit (Kleidocerys resedae) maar die wordt voornamelijk op berken gevonden en op de heidesmalsnuit (Kleidocerys ericae) Deze laatste leeft in heidegebieden en heeft meestal minder donkere vlekjes en een groter lichtgekleurd gedeelte op het scutellum. De soorten uit het genus Kleidocerys striduleren, ze maken een zacht geluid door met een kammetje op de onderkant van een ader in de achtervleugel over een richel op het achterste deel van het borststuk te wrijven.

## Leefwijze
De wants kan gevonden worden in vochtige gebieden. Er is een enkele generatie per jaar en de nimfen leven op zwarte els (Alnus glutinosa). Ze leven van de zaden en overwinteren 
als volwassen dier in oude elzenproppen.  

## Voorkomen
De wants is in Nederland vooral in het rivierengebied en in het zuiden te vinden. Boven de grote rivieren komt de soort minder voor. Verder strekt het leefgebied zich uit van Europa tot het midden-Oosten en de Kaukasus.

## Foto's

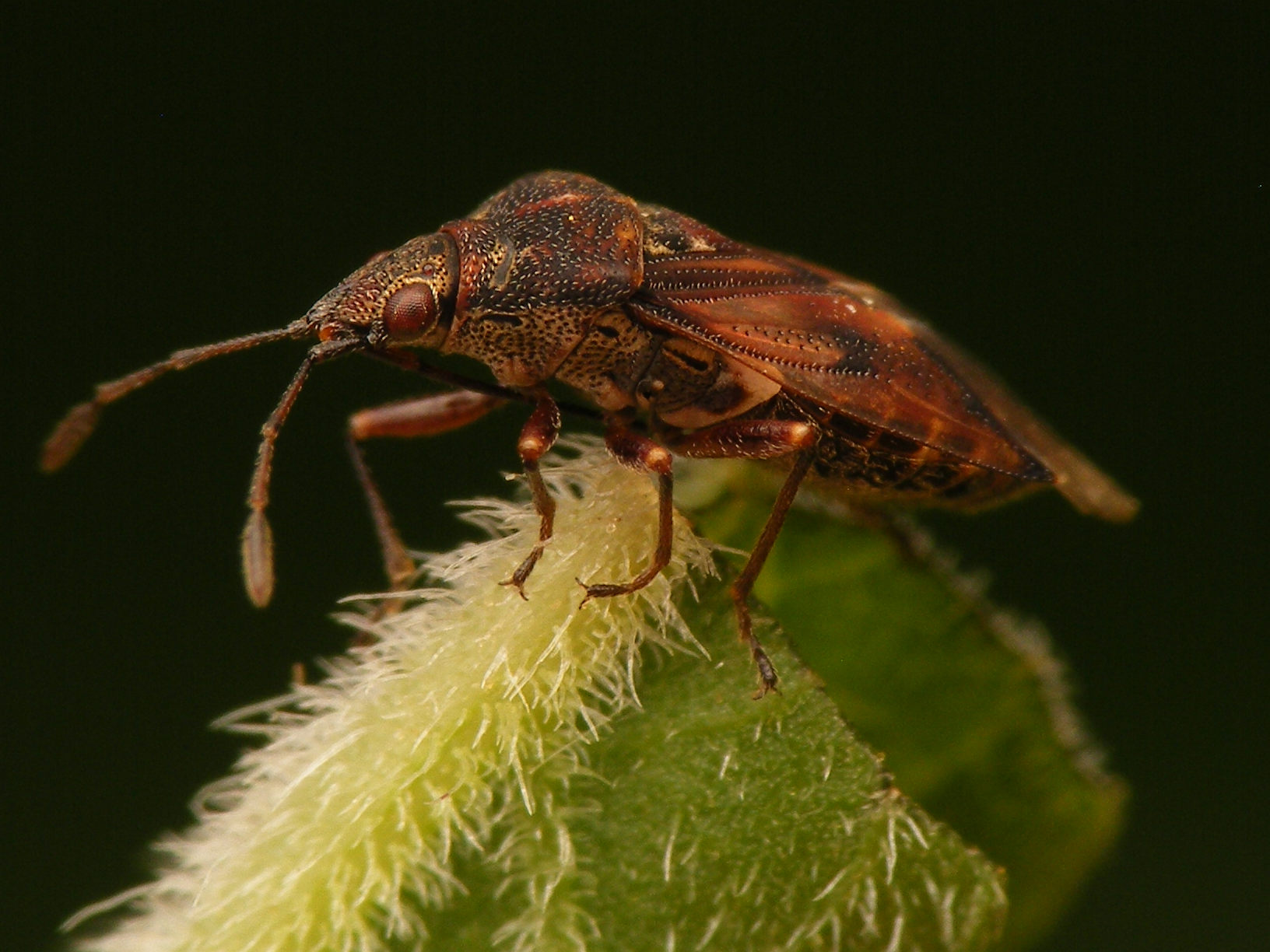
Kleidocerys privignus, zijaanzicht
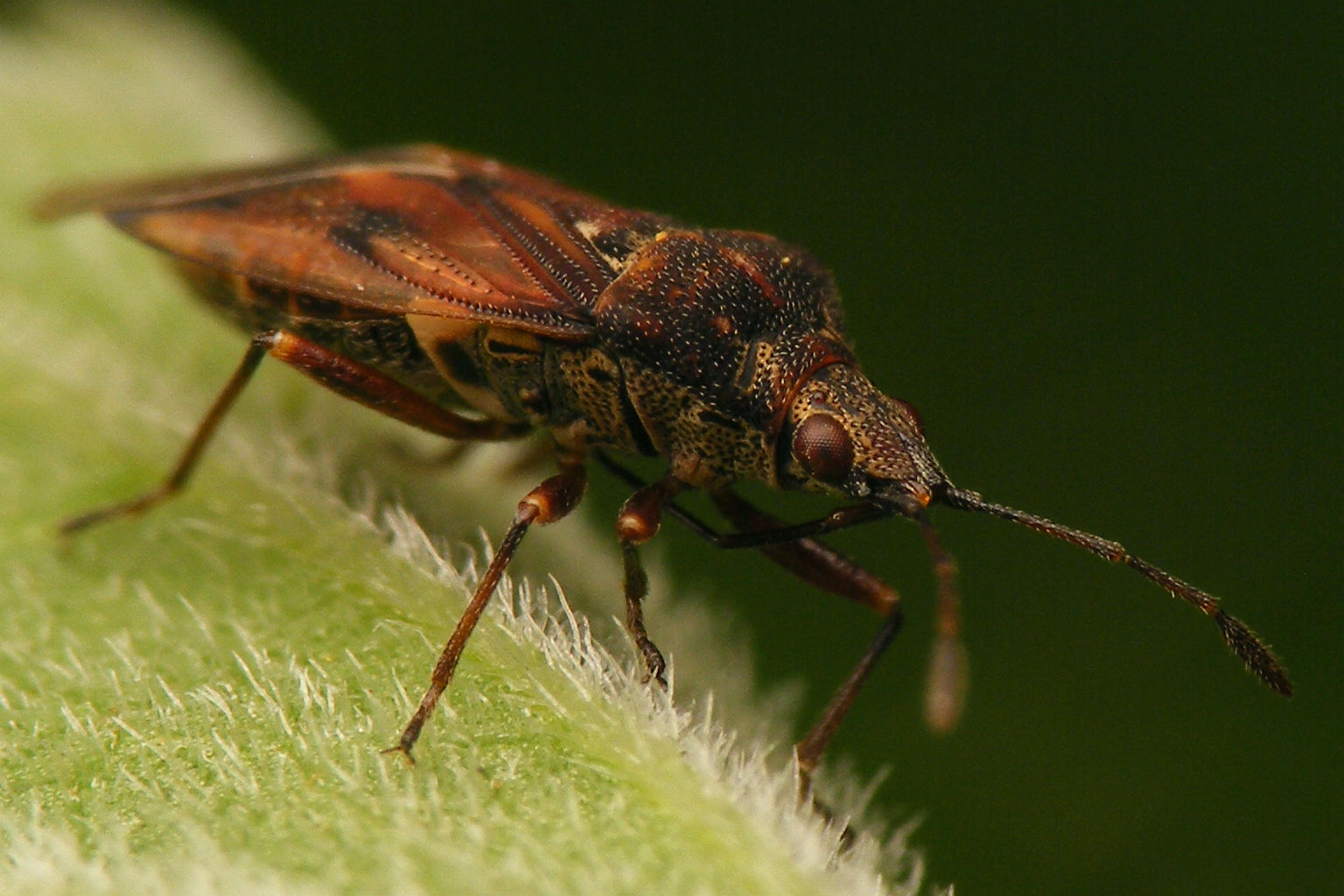
Kleidocerys privignus, vooraanzicht
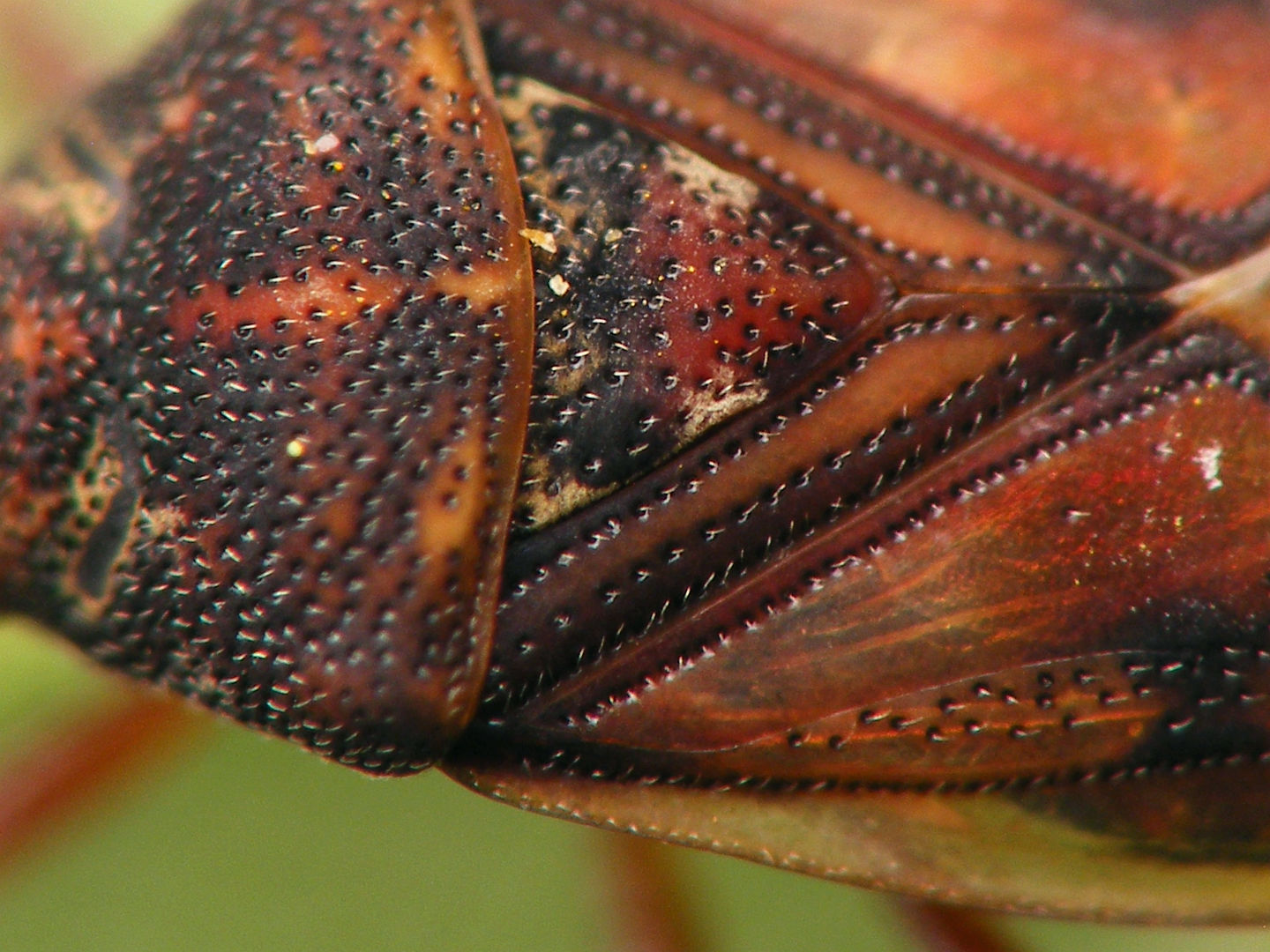
Kleidocerys privignus, detail
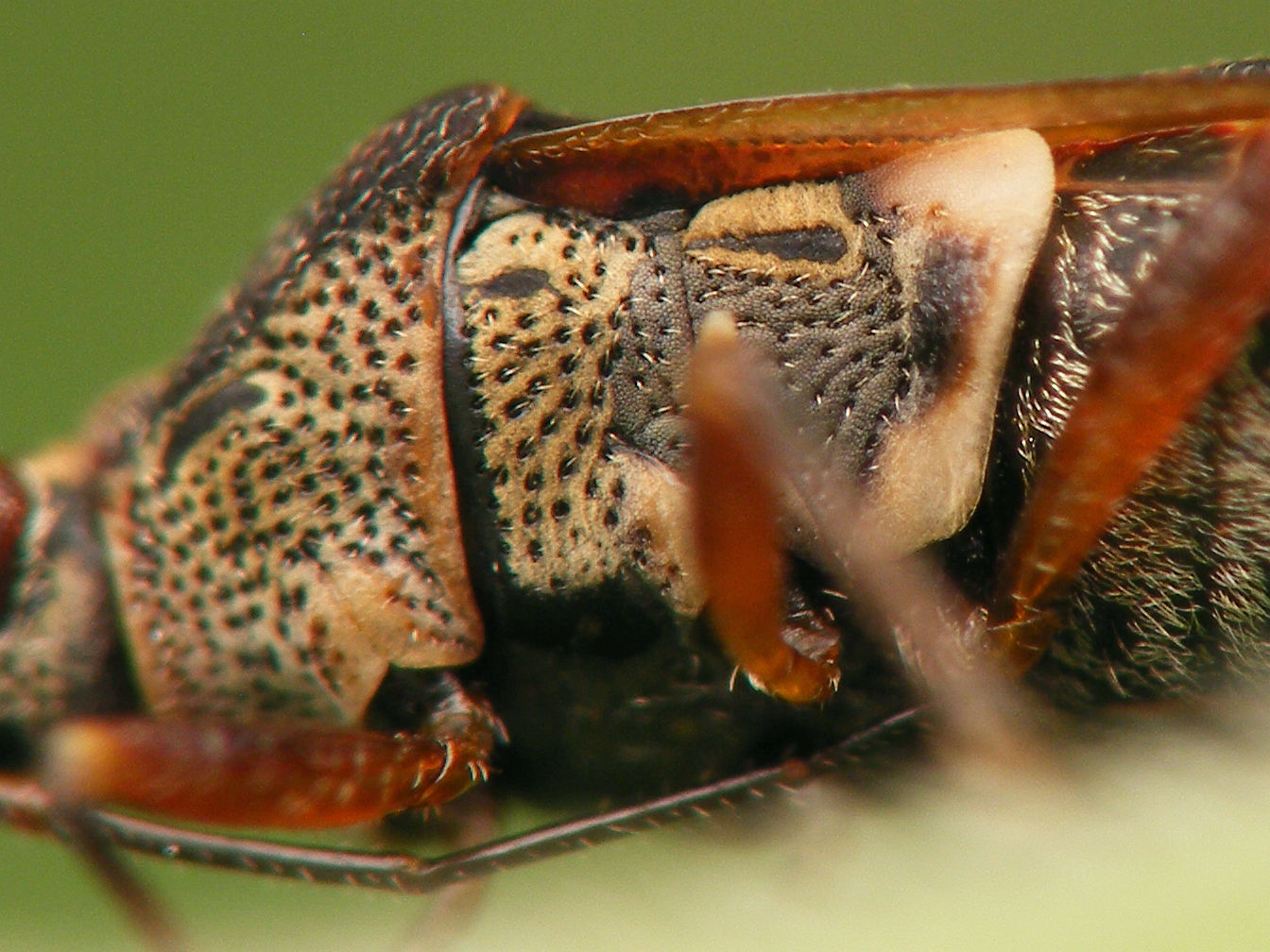
Kleidocerys privignus, detail